# Маркетингово изследване
Маркетинговото изследване или проучване е систематично събиране, записване и анализиране на данни, свързани с маркетирането на продукти и услуги. Представлява система от дейности, които се провеждат с цел да се установи проявлението и въздействието на пазарните фактори върху реализацията на дадена стока или услуга, както и да се установят или прогнозират тенденции в развитието на дадена икономическа система. То е функция, която свързва клиента и обществеността със специалиста по маркетинг чрез информация за определяне на маркетингови възможности и проблеми, като има за задача да генерира, избистря, оценява, следи маркетинговите действия, като подобри разбирането на маркетинга като процес.
Съществуват следните основни видове маркетингови изследвания:
1. Пазарни проучвания – обхващат размера и характера на пазара, географско местоположение на потенциалните потребители, структурата на пласментната мрежа, анализ на тенденциите, влияещи върху структурата на пазара.
2. Пласментни проучвания – обхващат проучване на обема на продажби по отделни райони, оценка на ефективността на каналите за реализация, налични материални запаси и др.
3. Продуктови проучвания – извършват се оценка на собствената стока и тази на конкурентите, усъвършенстване на продукта, търсене на нови пазари, създаване на нови пазари, насочване на усилията към подобряване на опаковката, търговското и сервизното обслужване.
4. Рекламни проучвания – извършва се анализ на ефективността на рекламата и други комуникационни средства.

## Видове маркетингови проучвания
- Конюнктурно проучване – при него се интересуваме от развитието на стопанската и пазарна конюнктура с оглед да се прецени да се направят или не някои инвестиции. Представлява интерес за висшето ръководство;
- Пазарно проучване – да се изследва поглъщаемостта на пазара, фактори и тенденции, които я определят.
- Маркетингово проучване – използва се за решаване на определени проблеми, свързани с маркетинговия микс на фирмата.

В зависимост от обекта на проучване:
- Пазарни проучвания – определят размера и поглъщаемостта на отделен пазар;
- Ценови проучвания – занимават се с цените, изследват ценови равнища, пропорции, структура на цените, динамика, конкуренти, пазари, системи за отбиви, надбавки, отстъпки от цени;
- Пласментни проучвания – определяне на пласментни райони, оценка каналите на реализация и т.н.;
- Продуктови проучвания – изследване на силните и слабите страни на стоката, начини и тестване на нови продукти, изследвания на опаковките, планиране асортимента на продукцията;
- Рекламни проучвания – свързани с комуникация, тестване на рекламни послания, изследване ефективността на рекламни кампании, медийни проучвания, канали за разпространение на рекламните послания;
- Икономически анализ – използват се данни от отчетността на фирмата /анализ, разход и печалба, прогнозиране/;
- Мотивационни проучвания – тяхната задача е да дадат отговор на въпроса – Защо потребителите предпочитат една или друга марка или показват едно или друго поведение – използват техники, които да изкарат тези скрити прояви на потребителя

Съобразно типа на информацията, която се получава:
- Количествени – работи се с големи представителни извадки, от представителността на информацията, анкети, интервюта и други.
- Качествени – работи с групи до 100 души, дълбочинни интервюта, проективни техники; основна ориентация е отговор на въпроса защо.

## Етапи в маркетинговото проучване
А) Дефиниране на изследователския проблем – Дефинирането на изследователския проблем е задача, която може да се реши най-добре със съвместните усилия на мениджъри и изследователи. Мениджърите са най-добре запознати с практическите страни на маркетинговия проблем, а изследователите са онези, които могат да преведат този проблем на езика на изследването. Изследователският проблем е разположен в някаква област, явление, процес или фигура на икономическия или социалния живот. Онова, което съдържа изследователския проблем, е прието да се обозначава с понятието обект на изследване.
Б) Разработване на план на проучването – Дефинирането на проблема предполага като следваща стъпка разработването на плана на маркетинг проучването. Изработването на маркетинг плана, започва с определянето на необходимите данни, които следва да се наберат в процеса на информационното осигуряване на проучването. Списъкът на необходимите данни е целенасочен, ориентиран към конкретния маркетинг проблем, чието решение се търси.
В) Събиране на нужната информация – Набирането на данни е от изключителна важност за целите на всяко маркетингово проучване. Но ако данните не бъдат обработени като информация, която да се превърне в знание, а то на свой ред да послужи като пазарна проницателност, то тяхното притежаване не би имало смисъл.
Данните, които постъпват от различните информационни източници, могат да бъдат класифицирани на първични и вторични.
- Първичните данни се набират директно от първоизточника. В случая това са потребителите. Събирането на първична информация се осъществява с методите на наблюдението, фокус-групите, емпиричното проучване и експерименталното проучване. Ефективността на процеса на набиране на първични данни зависи от желанието на респондентите да отговорят, способността им да отделят и подчертаят същественото от несъщественото и умението на събиращия информация да разкрие подходящите индивиди за отговор и да получи достоверна и пълна информация.

Предимства:
- отговарят на методиката, която сме избрали;
- те са достоверни;
- отговарят на времето при решаване на проблема.

Недостатъци:
- получаването им е по-скъпо отколкото вторичните данни;
- изискват повече време за набирането им;
- организацията за събиране на информацията е по-сложна.

- Вторични данни са тези, които са набрани и обработени по друг повод, съхранени са чрез някакви материални носители и са достъпни за изследователите. Източници на вторични данни съществуват във всяка фирма, независимо от нейната величина и естество на дейност. Независимо че са събирани с друга цел, те могат да бъдат използвани и с оглед решаването на конкретния актуално възникнал проблем.

Предимства:
- Те са по-евтини от първичните данни. За събирането на първични данни се правят разходи по отпечатването на документите на изследването, заданието и обучението на полевите сътрудници, транспорта и нощувките, редактиране на данните и пр. За вторичните данни разходите, ако такива се правят, са значително по-малки.
- Осигуряването на такива данни е значително по-бързо. Някои от тях могат да костват само няколко часа, прекарани в библиотеката или в Интернет, докато за едно голямо полево изследване е нужно много повече време.
- Набирането на вторични данни е значително по-проста и по-малко рискова работа в сравнение с отнасящата се до първичните данни.
- Съществуват въпроси, по които не е възможно събирането на първични данни. Така например само оторизирана държавна икономическа институция е в състояние да задължи фирмите да декларират точните си икономически показатели.
- Съществено предимство на някои от посочените източници е електронният им вариант в Интернет

Недостатъци:
- не винаги отговарят на целите и задачите, които провеждаме;
- не винаги имаме достъп до методиката, по която са събрани тези данни;
- често този вид данни са остарели.

Г) Анализиране на информацията: Следваща стъпка в маркетинговото проучване е извличане на смислени резултати от получените данни. Изследователят поставя получените данни в таблица и разработва процентно разпределение. Чрез статистически методи и модели за вземане на решения се получава и допълнителна информация.
Д) Представяне на крайните резултати: Изследователят трябва да представи основните резултати, необходими на ръководството, за да вземе главните маркетингови решения. Изследването е полезно, когато съдейства за намаляване на несигурността на мениджърите относно вземането на определено решение. Обикновено резултатите от проучването се представят под фирмата на писмен доклад, съдържащ предложения за решение на въпросния проблем, предизвикал проучването.

## Подходи при маркетингово проучване
1. Системен подход – Проучващият разглежда обекта на проучване като едно цяло, съставено от отделни компоненти. Разглежда това цяло във взаимодействието му със системи, процеси и явления от същото равнище и от по-висш и по-нисш ранг. Този подход има за задача да предпази проучващия от грешки, недооценени факти.
2. Поведенчески (бихейвиористичен) подход – Проучването е насочено към изясняване на поведенческите механизми на вземане на решение на потребителя. Често се използват методи за набиране на първична информация.
3. Управленски подход (процес на вземане на решения) – Свързва се с технологията на подготовка за маркетингово проучване. Проучващият се съобразява с изискванията, очакванията на вземащия решение.

При обработването на информацията в едно маркетинг проучване е нужно резултатите да се представят във вид на решение/варианти на решение (висока степен на обработка на информацията).

## Най-ефективните методи за маркетингово проучване
- Наблюдението: Това е метод, който събира информация чрез наблюдаване на поведението, действията и реакциите на дадена група лица или обекти в процес на покупко–продажба или работа. Това е метод, в който отсъства личният контакт между маркетолога и обекта на проучването, а се събира само писмена информация и ако е търговски обект се регистрират продажбите за определен период.
- Експериментът: Това е промяна в едно нещо на един и същи продукт, докато останалите са константа. Например сменя се само опаковката на самия продукт и се наблюдава експеримента на потребителското търсене на стария продукт с нова опаковка. След дадено време резултатите се анализират и се решава от маркетинговия отдел коя опакова да остане.
- Допитването: Този метод е най-често използвания и чрез него се набират данни от членовете на определена група посредством анкетиране (интервюиране), групови дискусии, както и чрез фиксиране на мнения от книги за оплаквания, предложения и препоръки.

## Характеристики на извършеното проучване
Доброто маркетингово проучване притежава шест същностни характеристики:
1. Научен метод – Ефективното маркетингово проучване използва принципите на научния метод: внимателно наблюдение, формулиране на хипотези, съставяне на прогнози и проверка.
2. Изследователско творчество – За постигането на най-добри резултати маркетинговото проучване разработва иновационни начини за решаване на проблеми.
3. Многообразие от методи – Компетентните маркетингови изследователи приспособяват методите към проблема, с който трябва да се справят и разбират необходимостта от събиране на информация от многообразни източници за по-голяма достоверност.

1. Взаимозависимост между моделите и данните – Компетентните маркетингови специалисти знаят, че значението на фактите е производно на моделите на проблема. Тези модели ръководят типа информация, към който се стремим и следователно, те трябва да бъдат разработени възможно най-ясно.
2. Стойност и цена на информацията – Компетентните маркетингови изследователи съпоставят стойността на информацията с разходите. И докато разходите се определят лесно, то стойността е по-трудно предвидима. Тя зависи от надеждността и валидността на резултатите от проучването и готовността на ръководството да приеме тези резултати.
3. Разумен скептицизъм – Добрите маркетингови изследователи проявяват разумен скептицизъм към повърхностните предположения, направени от мениджърите за това как функционира пазарът.

Крайната цел на всяко маркетинг проучване е да се намали неопределеността на разработените прогнози относно бъдещи събития или избрано направление на дейност на дадена фирма, както и на всяко нейно управленско решение.